# Tócóskert

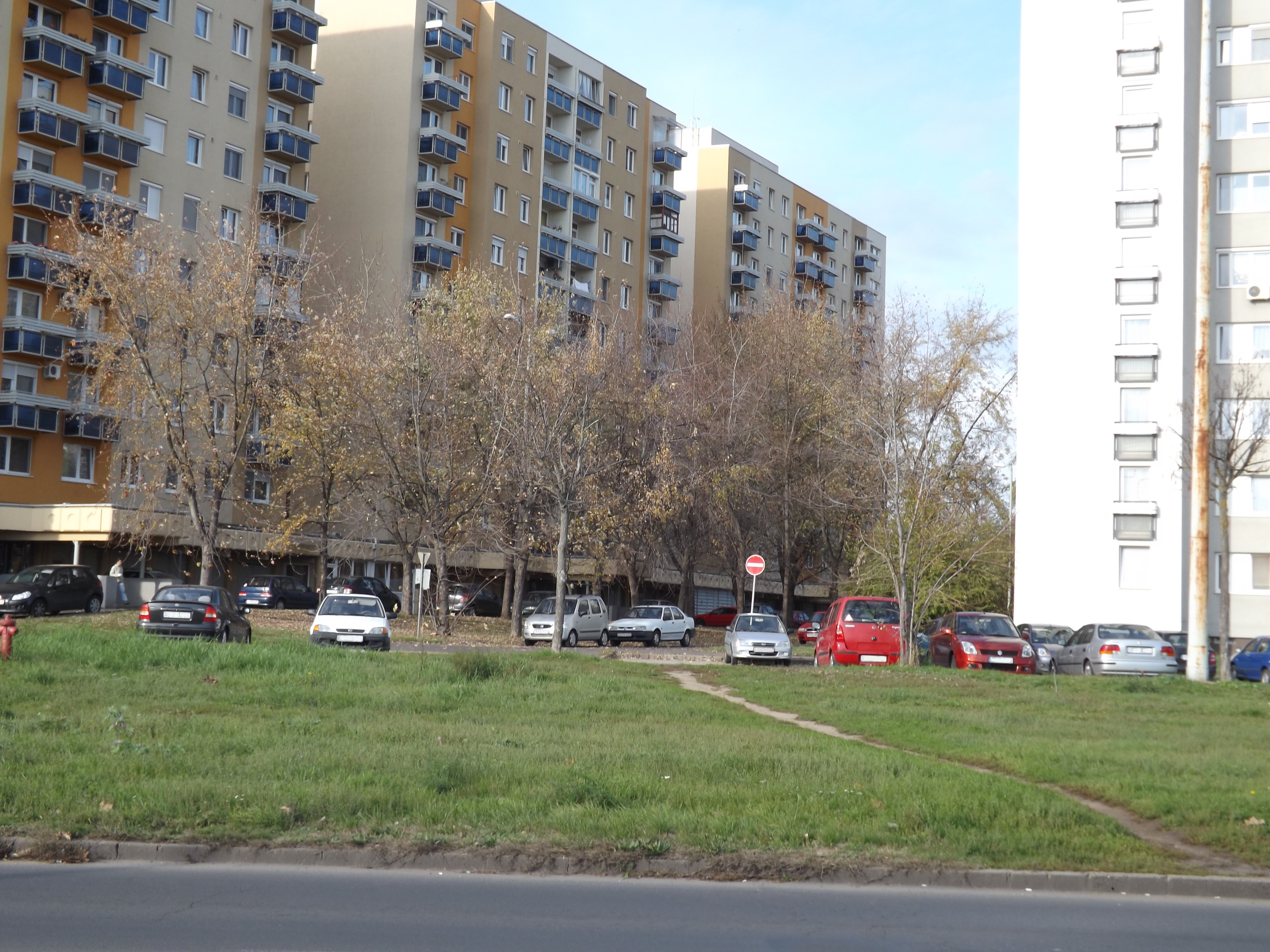
A Tócoskert házai a Vincellér utca felől

A Tócóskert Debrecen délnyugati részén, a Tócó vízfolyás mellett, attól keletre fekvő városrész.

## Története

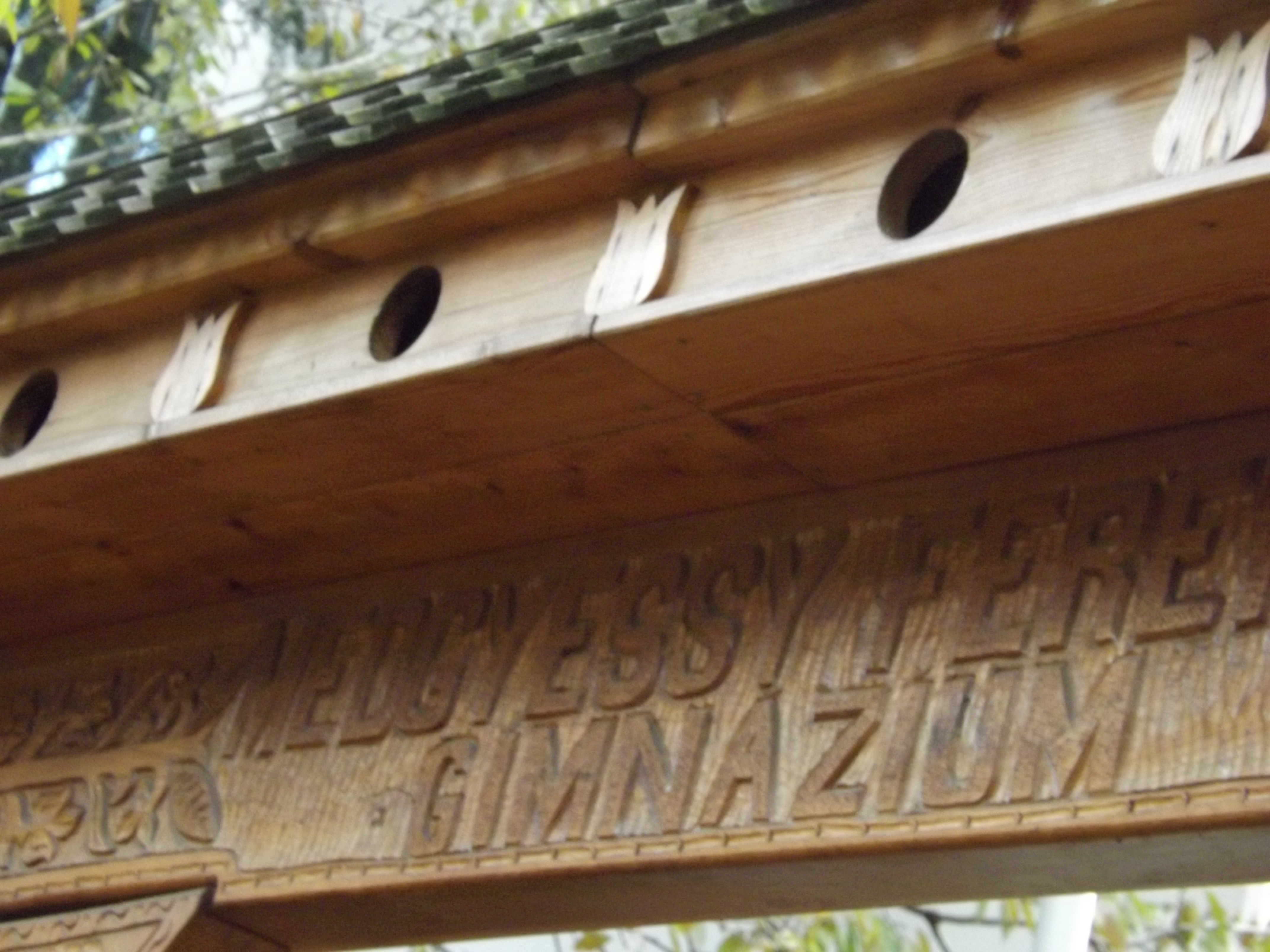
Tócóskert, a gimnázium faragott kapujának egy részlete

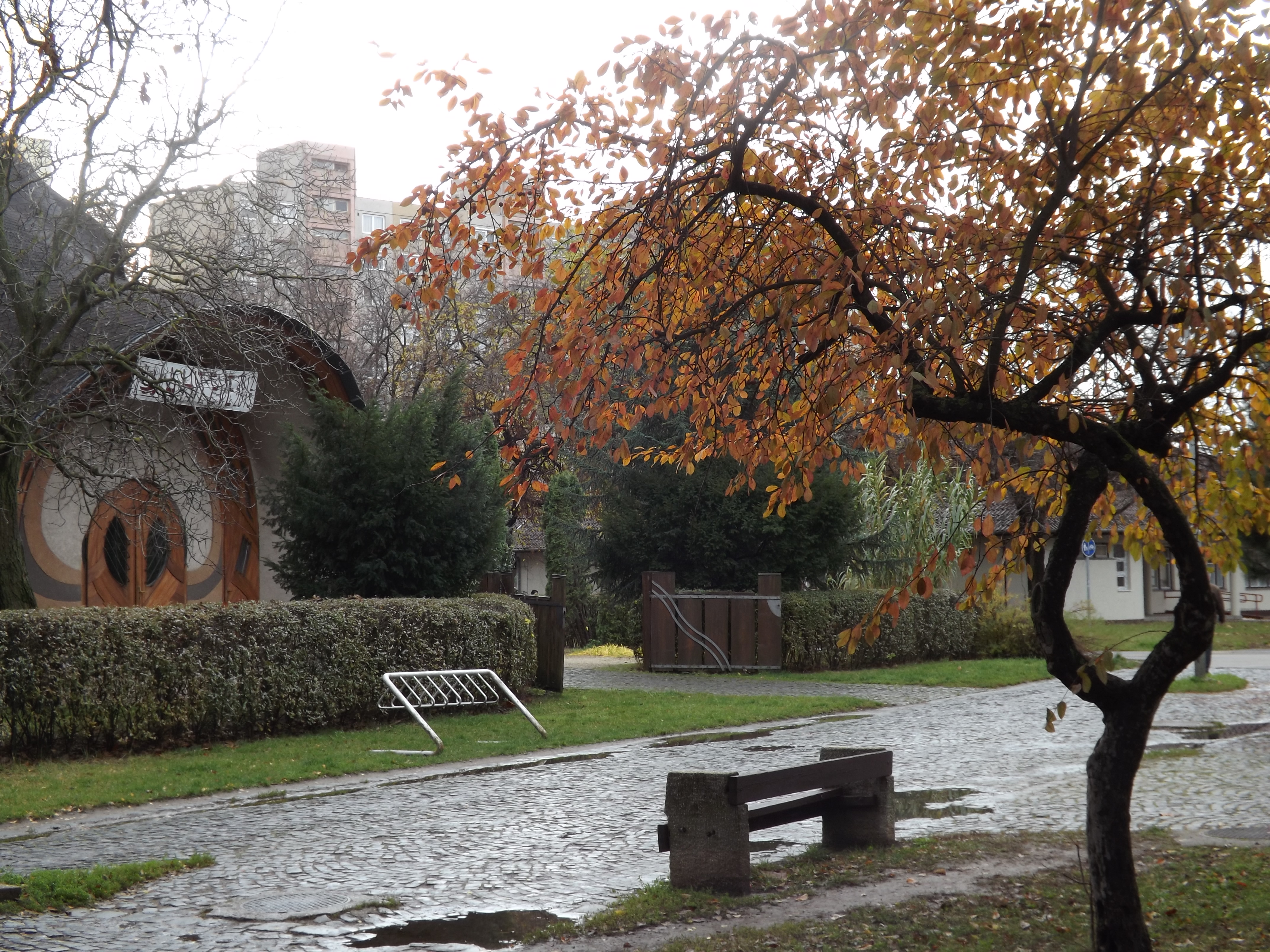
A Tócóskert egy részlete, Holló László sétány

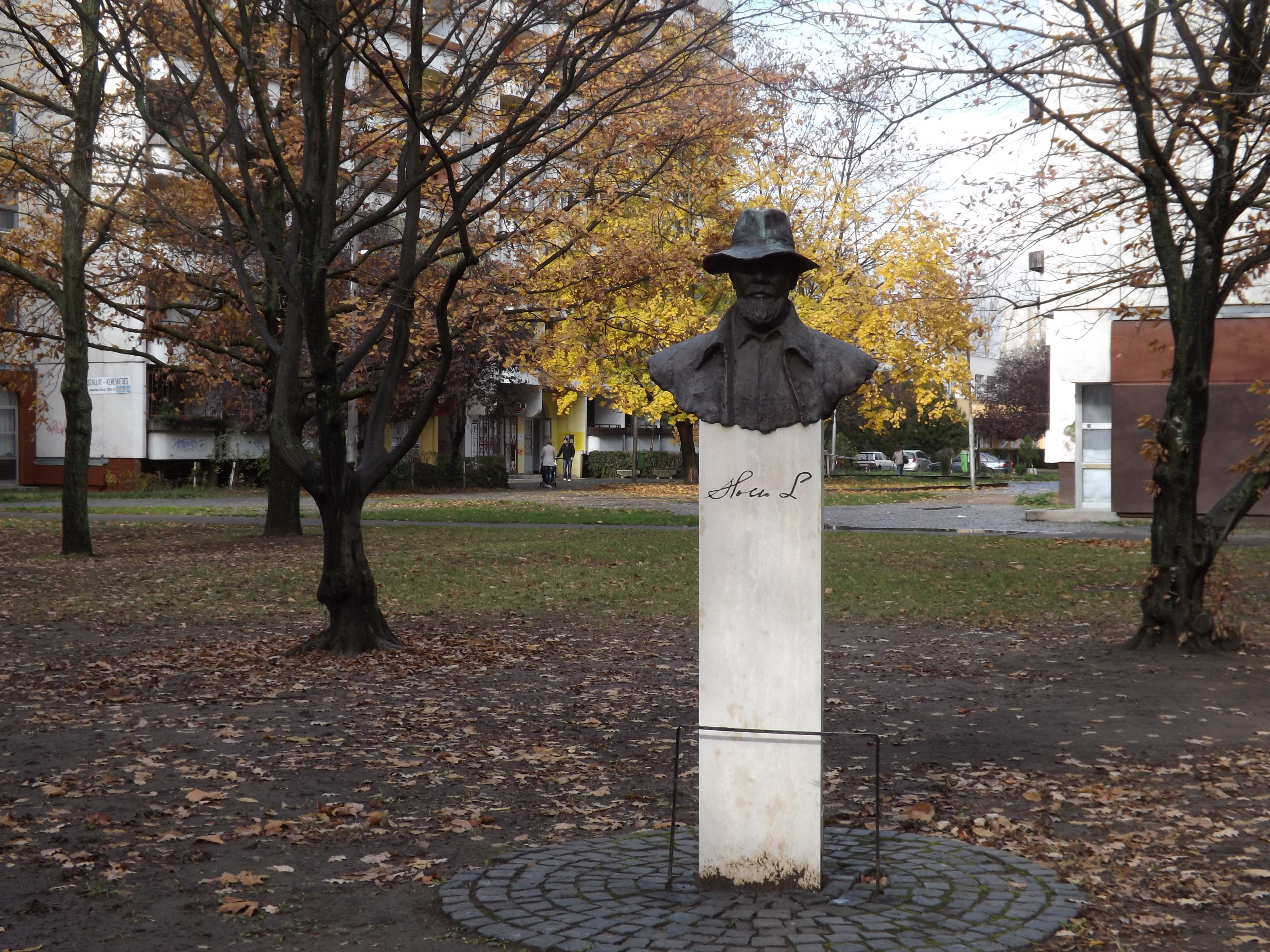
Holló László mellszobra a róla elnevezett sétányon

A Tócó termékeny melléke már az őskorban is lakott hely volt. A területén folyt régészeti ásatások eredményeiről Debrecen története I. kötetében olvashatunk:
…A középkor embere a Tócó keleti partja és az ősi erdőség között, a part menti hátságon települt meg legszívesebben és a legkorábban.
Tócóskert nevét először egy 1566-ból származó feljegyzés említette Hortus prope fluvium Thotzó néven, egy a Tóczó folyó melletti kerttel kapcsolatban.
Egy 1575-ben kelt okirat Kiss György özvegye, Katalin asszony 46 forinton Szabó Györgynek eladott szőlőjét említette. 1646-ban ugyanitt Békési István már 300 frtot fizetett Puskás Ferenctől megvett darab szőlőért.

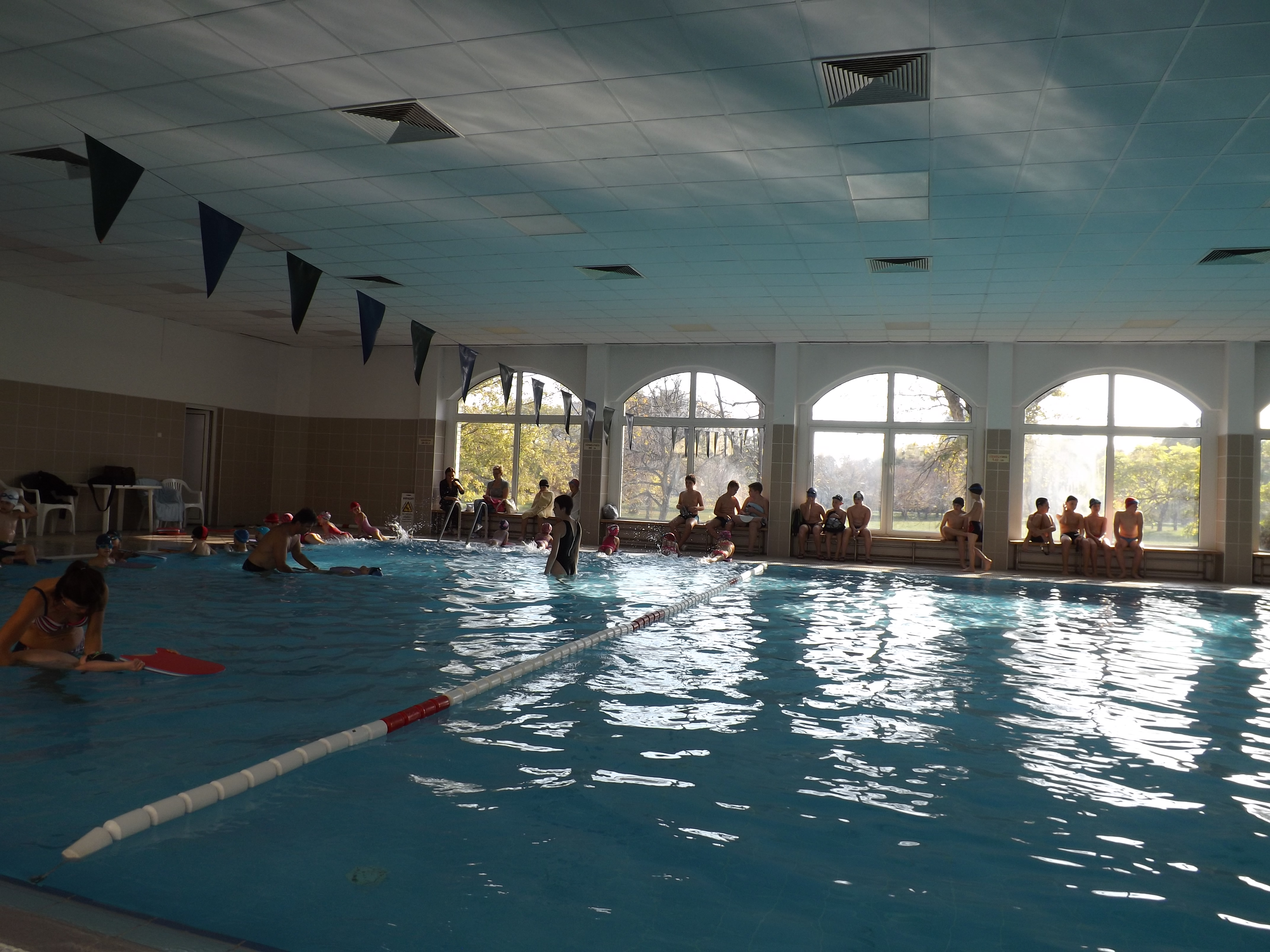
Tócóskert, uszoda. Óvodások úszásoktatása

1720-ban a Tóczós kertet új telepítéssel bővítették, ettől az időtől Nagy és Kis Tóczóskertet is megkülönböztettek itt.
Az 1980-as évek közepén az itt kiszanált területen épült meg a Tócóskert lakótelep az István út, a Vincellér utca, a Derék utca és a Kishegyesi út határolta területen.

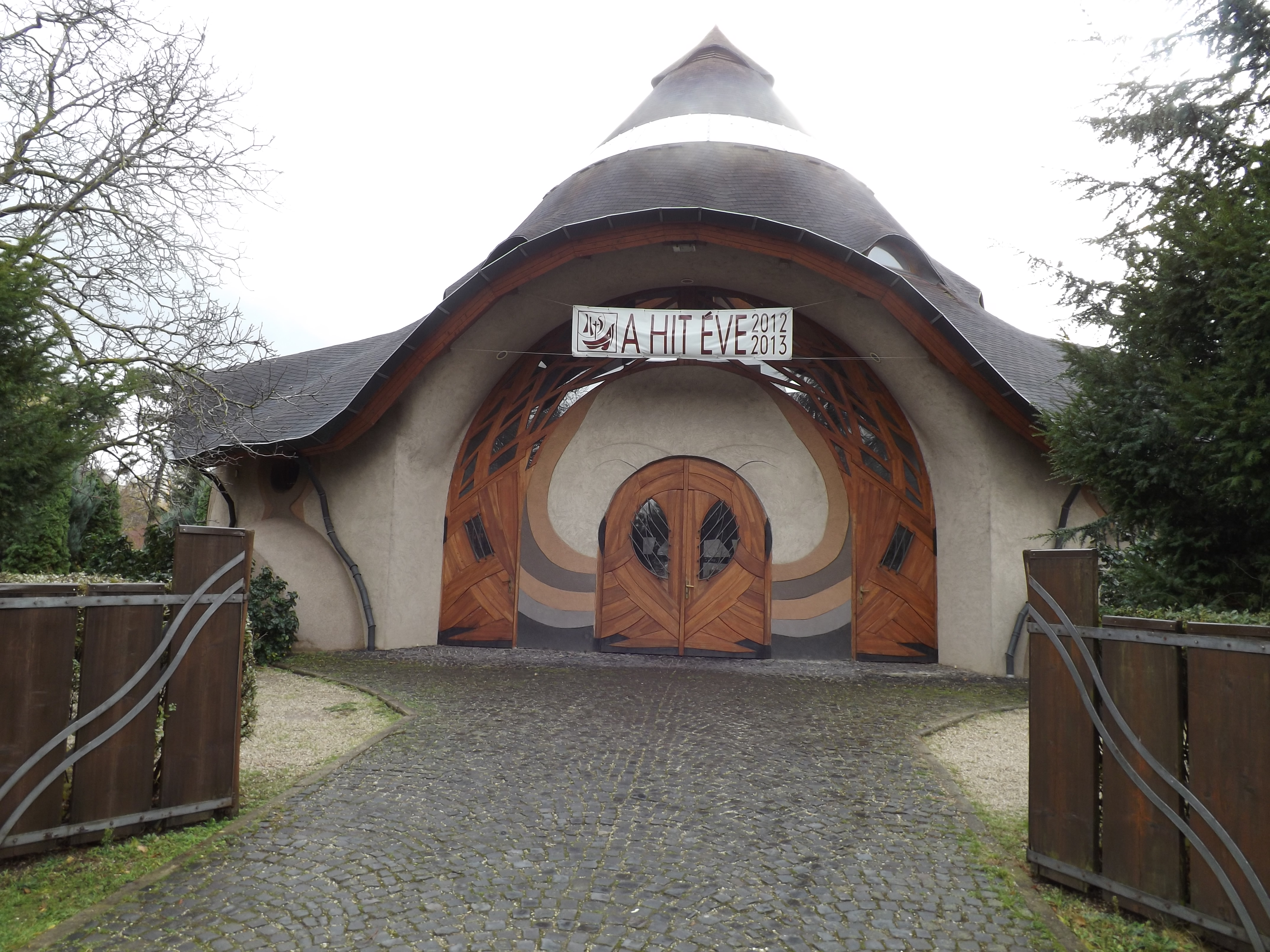
Tócóskert, Szent Család római katolikus templom bejárata

A lakótelepen ABC áruház, posta, gyógyszertár, orvosi rendelők, gyermekintézmények: bölcsőde, óvodák, általános iskola, gimnázium és uszoda is létesültek.
1977-ben épült a római katolikus templom (Kőszeghy Attila), valamint a tócóskerti református templom (Lengyel István), melyet 1997-ben szenteltek fel. A református templom a centrális térszervezés mai megfogalmazása.
A lakótelepen, a mai Holló László sétányon található Holló László festőművész utolsó lakóhelye is, az úgynevezett Holló-ház, mely ma múzeum, a Medgyessy Ferenc Gimnázium épülete mellett, a Holló László sétányon. Itt áll a festőművész mellszobra is.

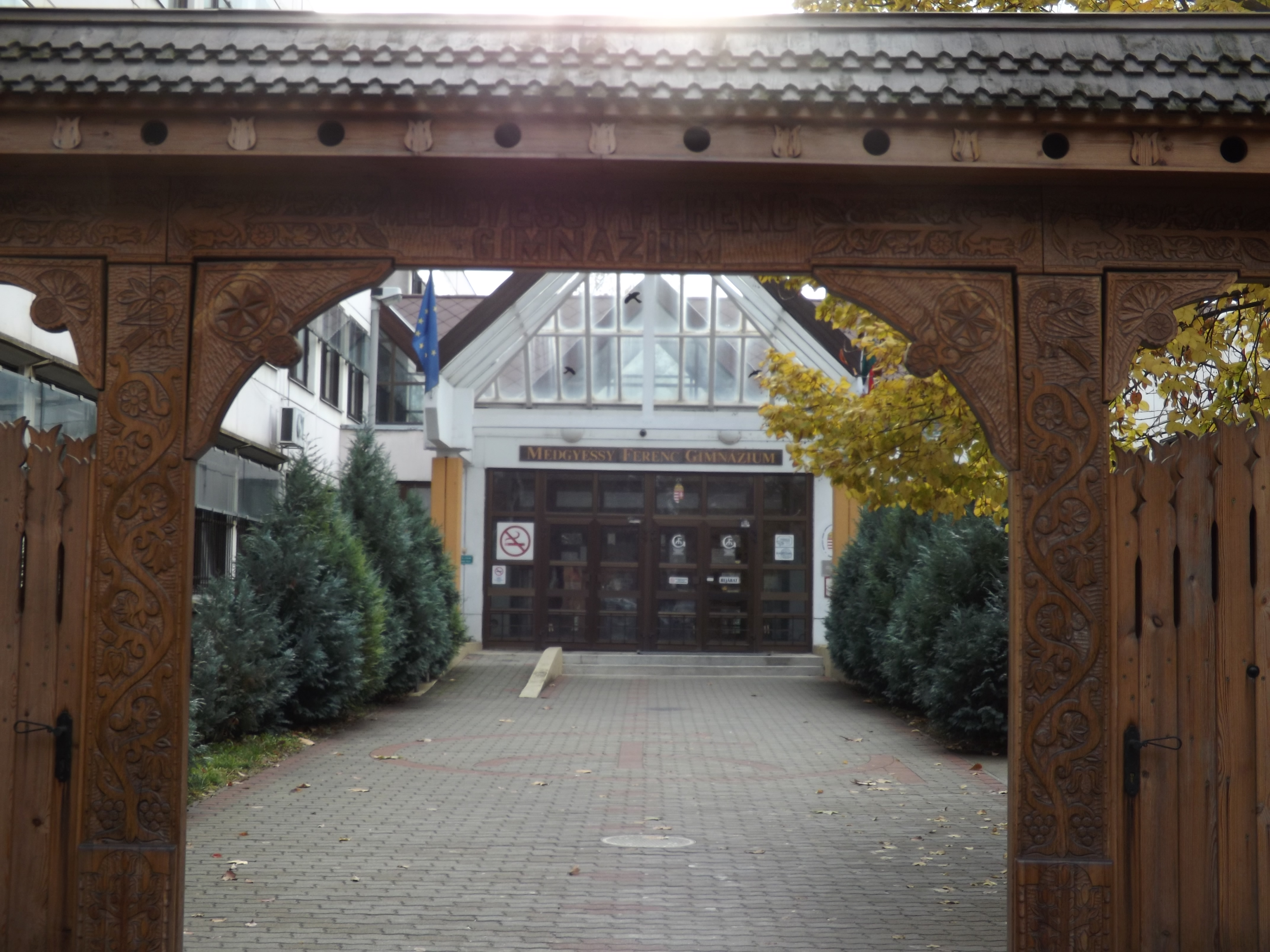
Tócóskert Holló László sétány, Medgyessy Ferenc gimnázium bejárata

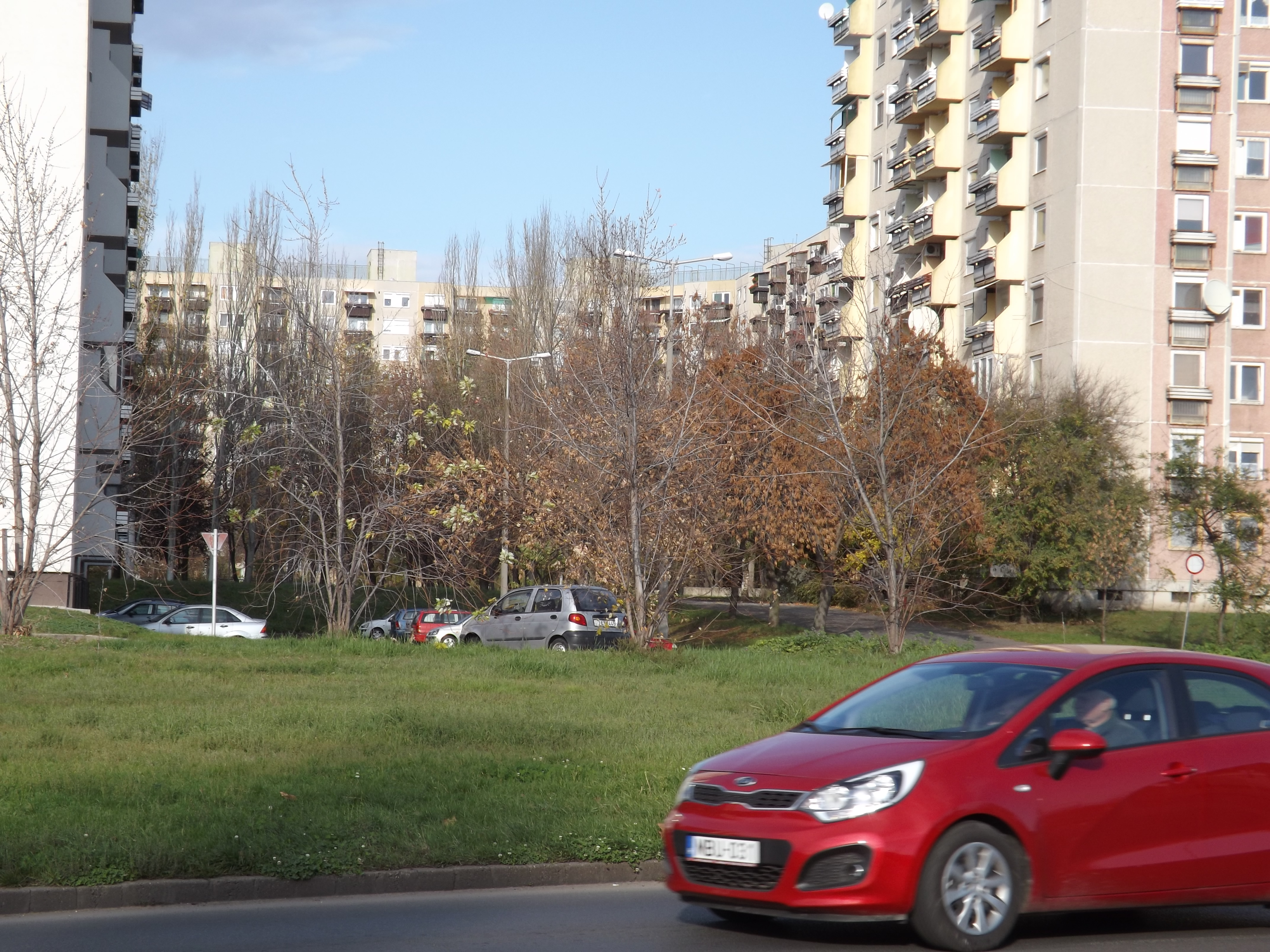
Tócóskert, részlet

## Nevezetességek
- Holló László emlékház
- Holló László szobor, a róla elnevezett sétányon
- Római katolikus templom – Kőszeghy Attila tervei alapján épült, 1998-ban szentelték fel a Szent Család tiszteletére.
- Református templom – Lengyel István Ybl-díjas építész tervei alapján épült 1997-ben.

## Galéria

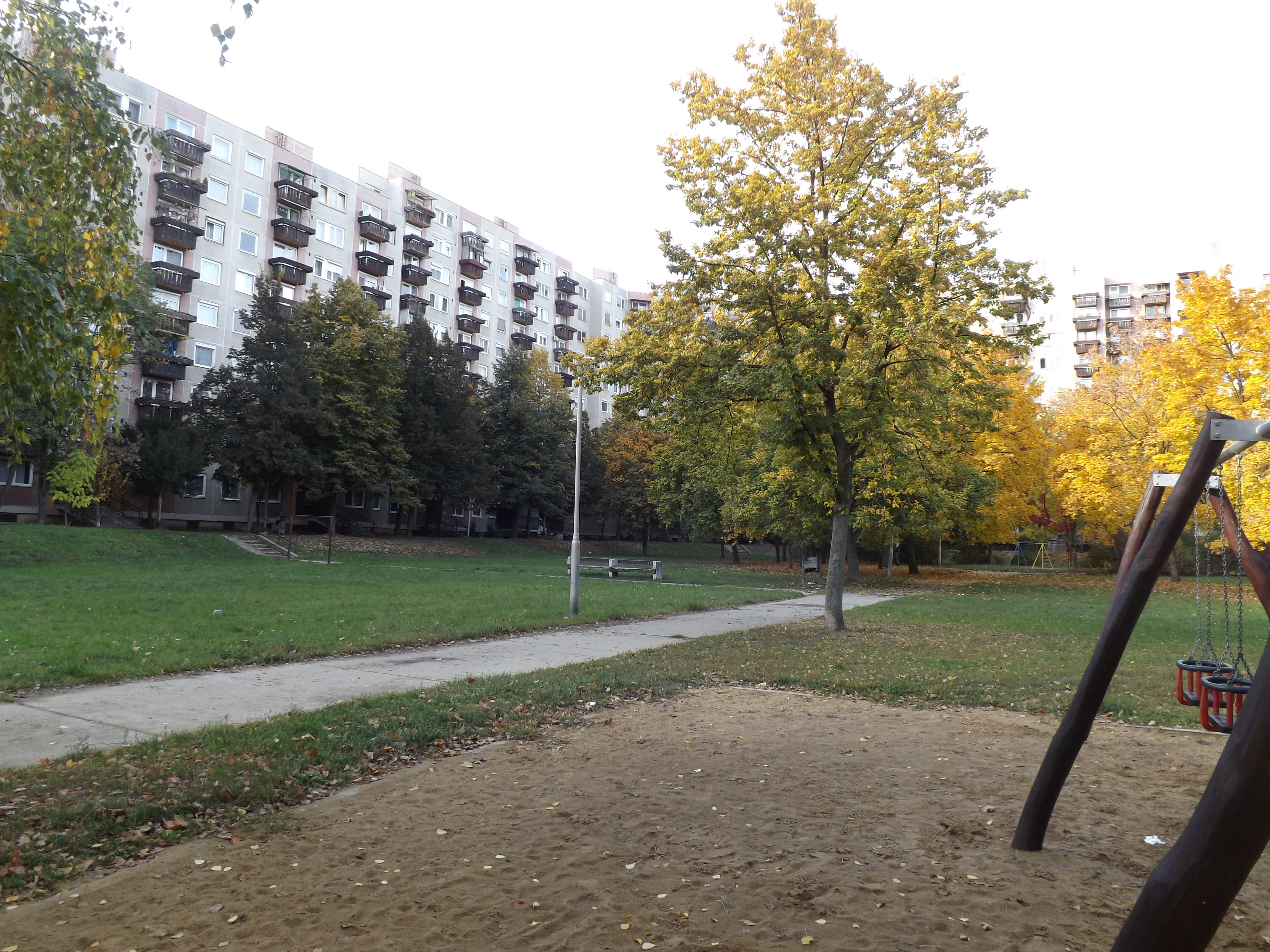
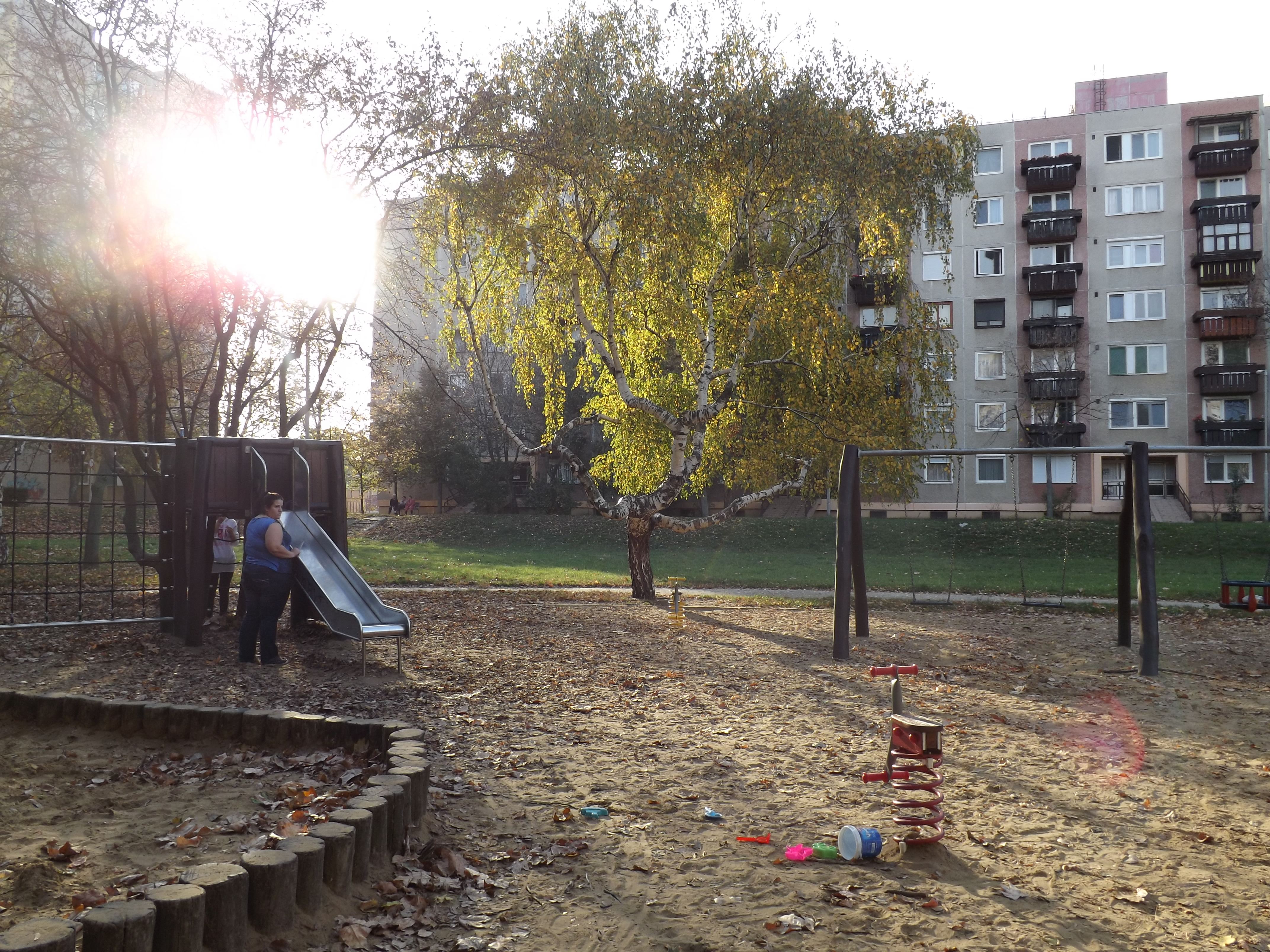
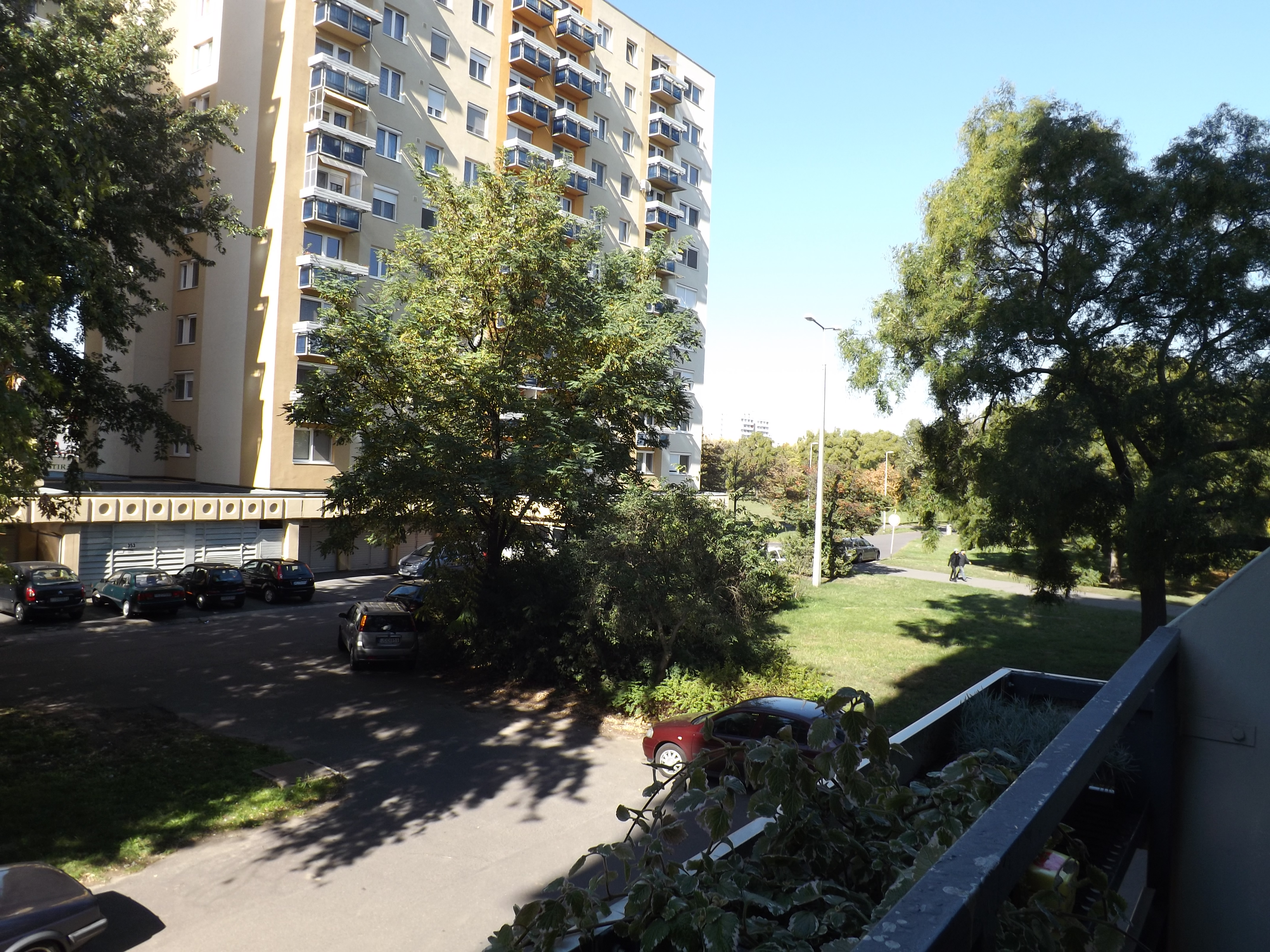
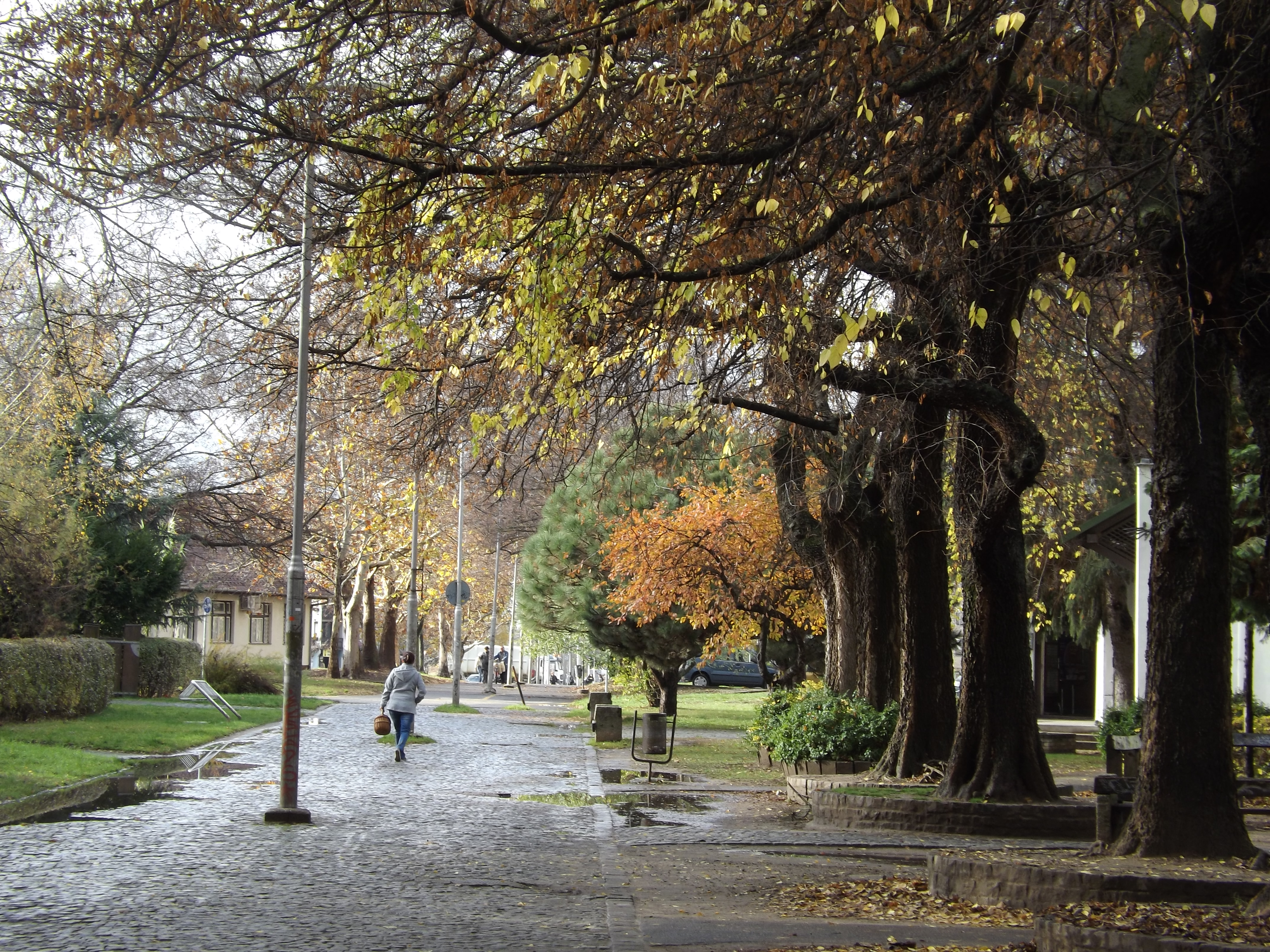
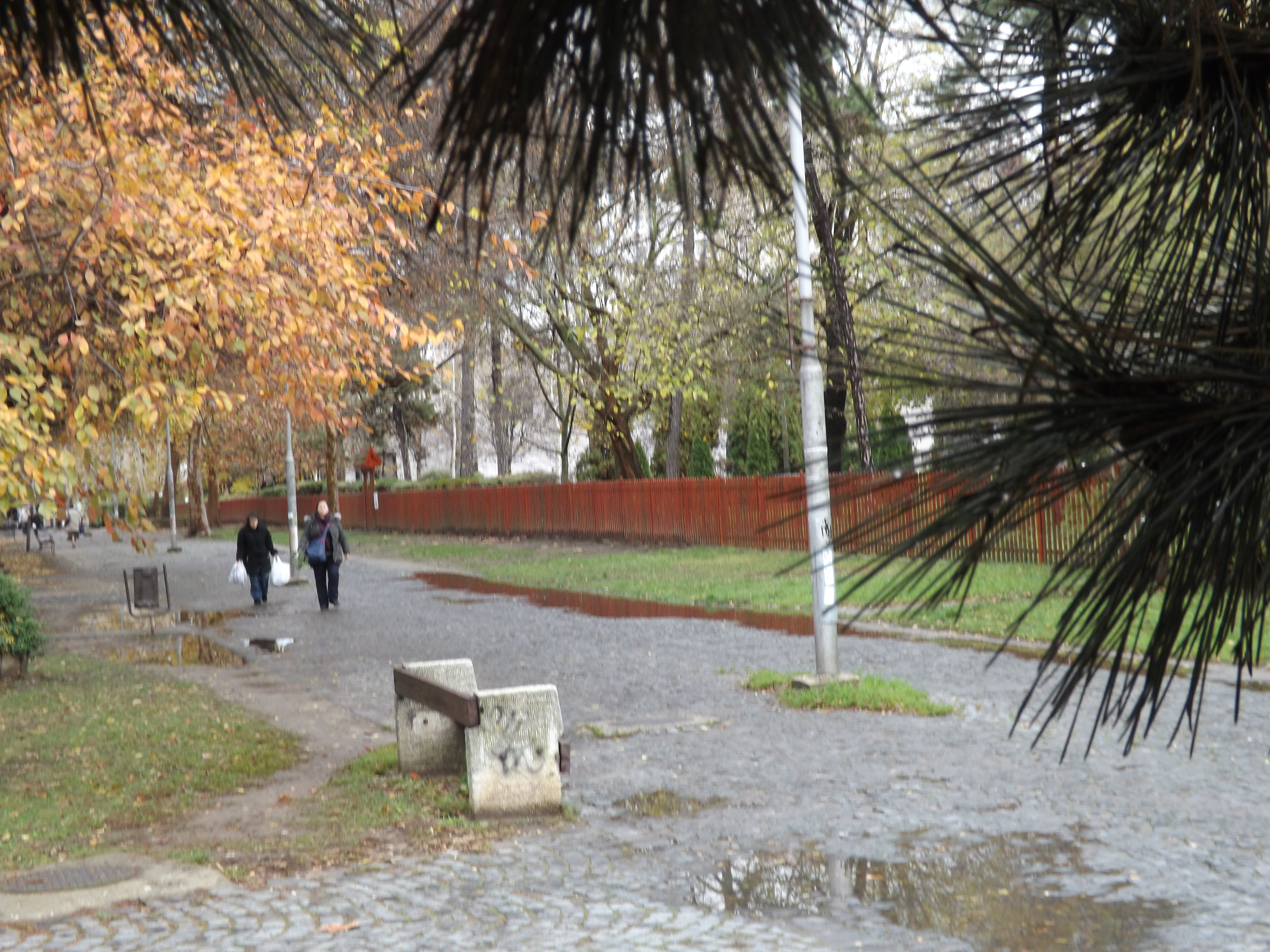
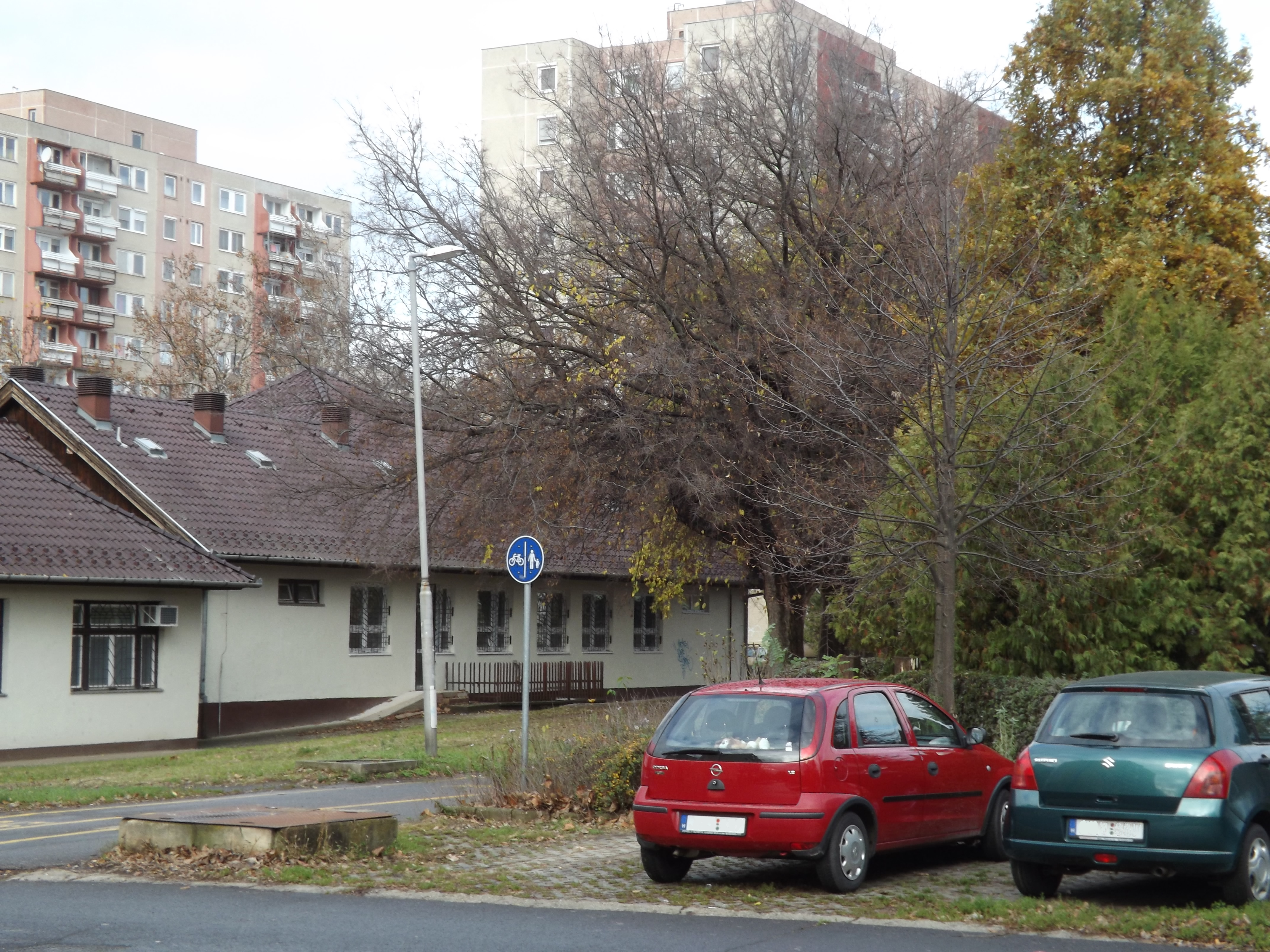
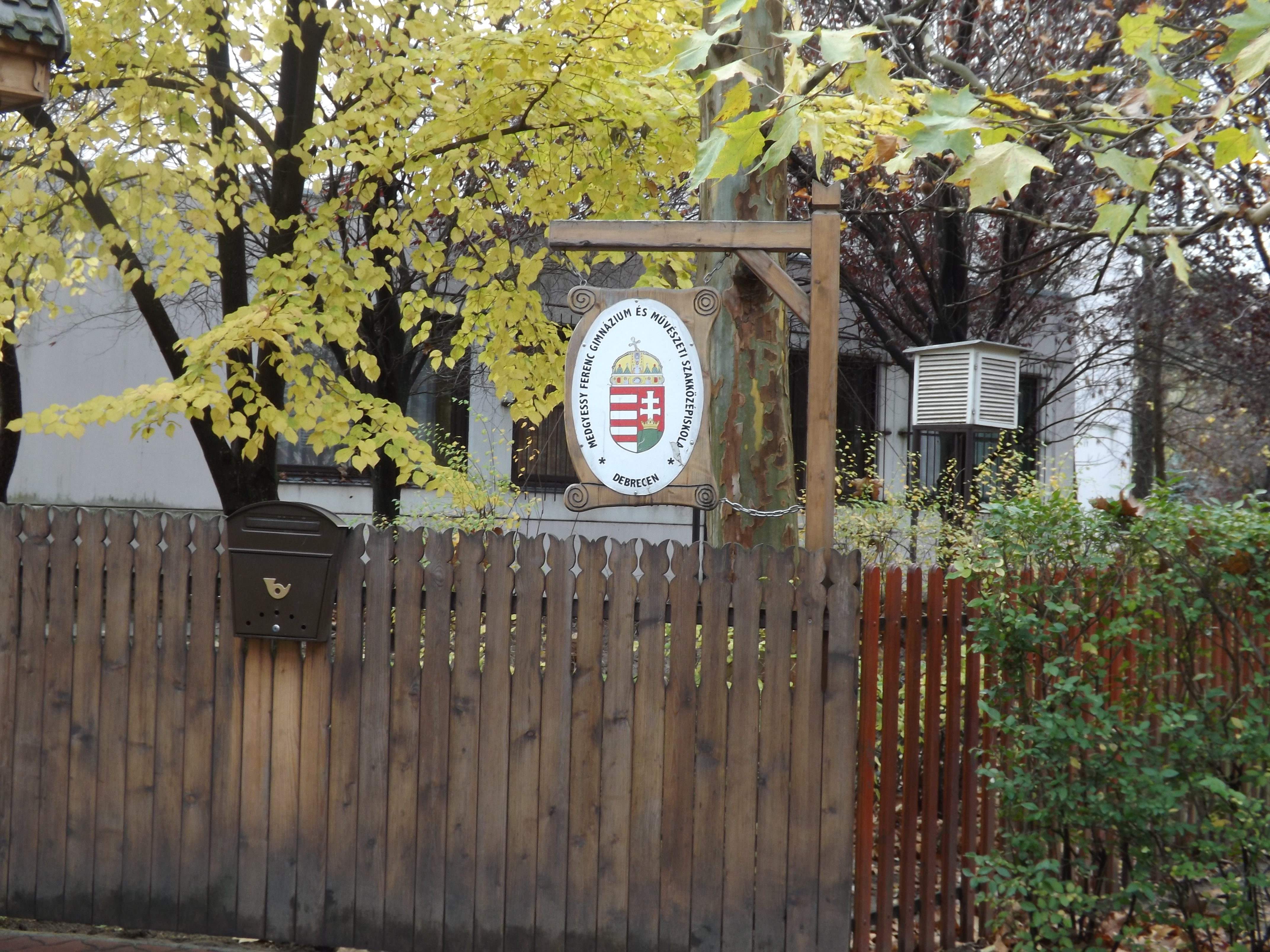
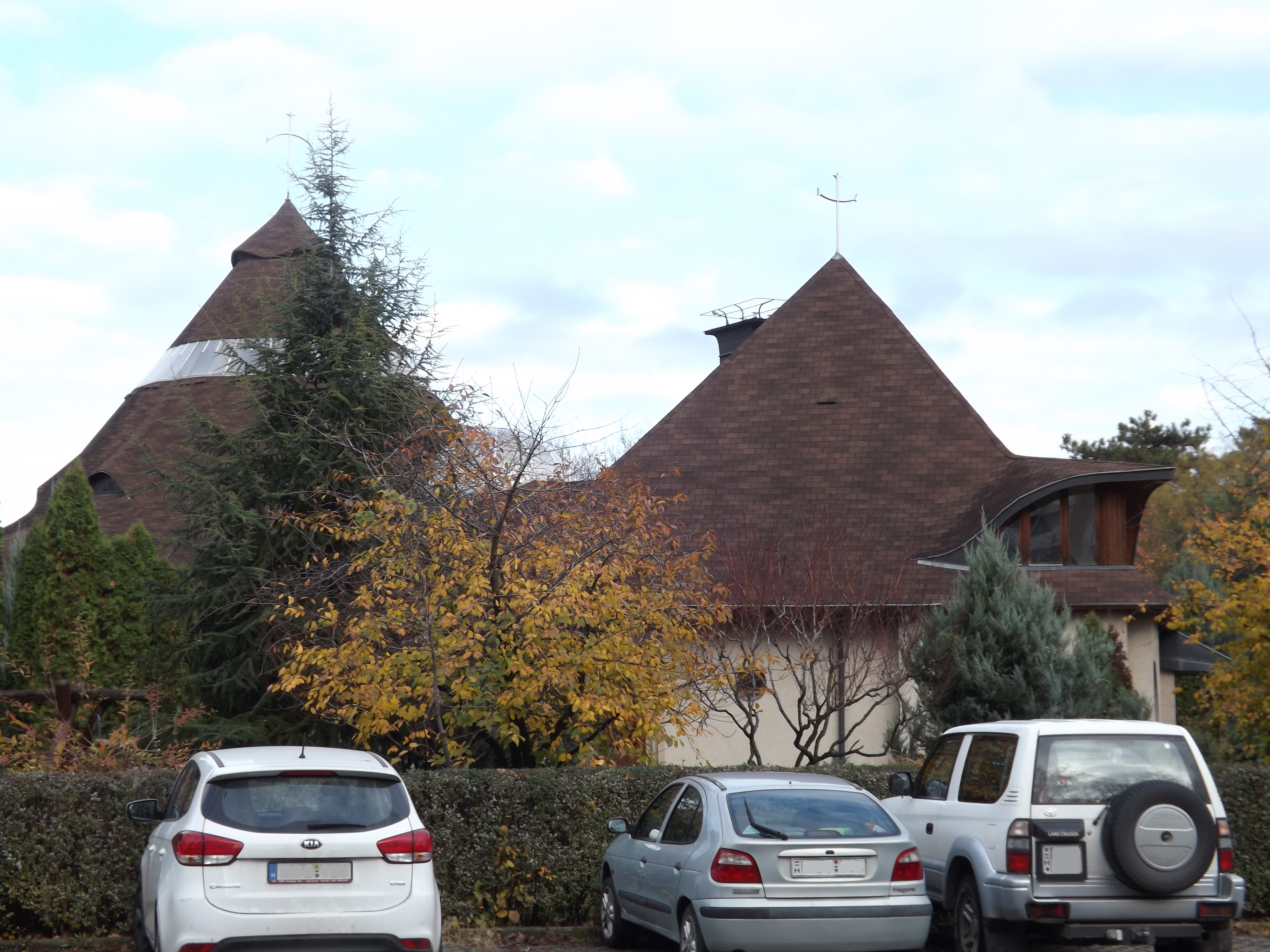
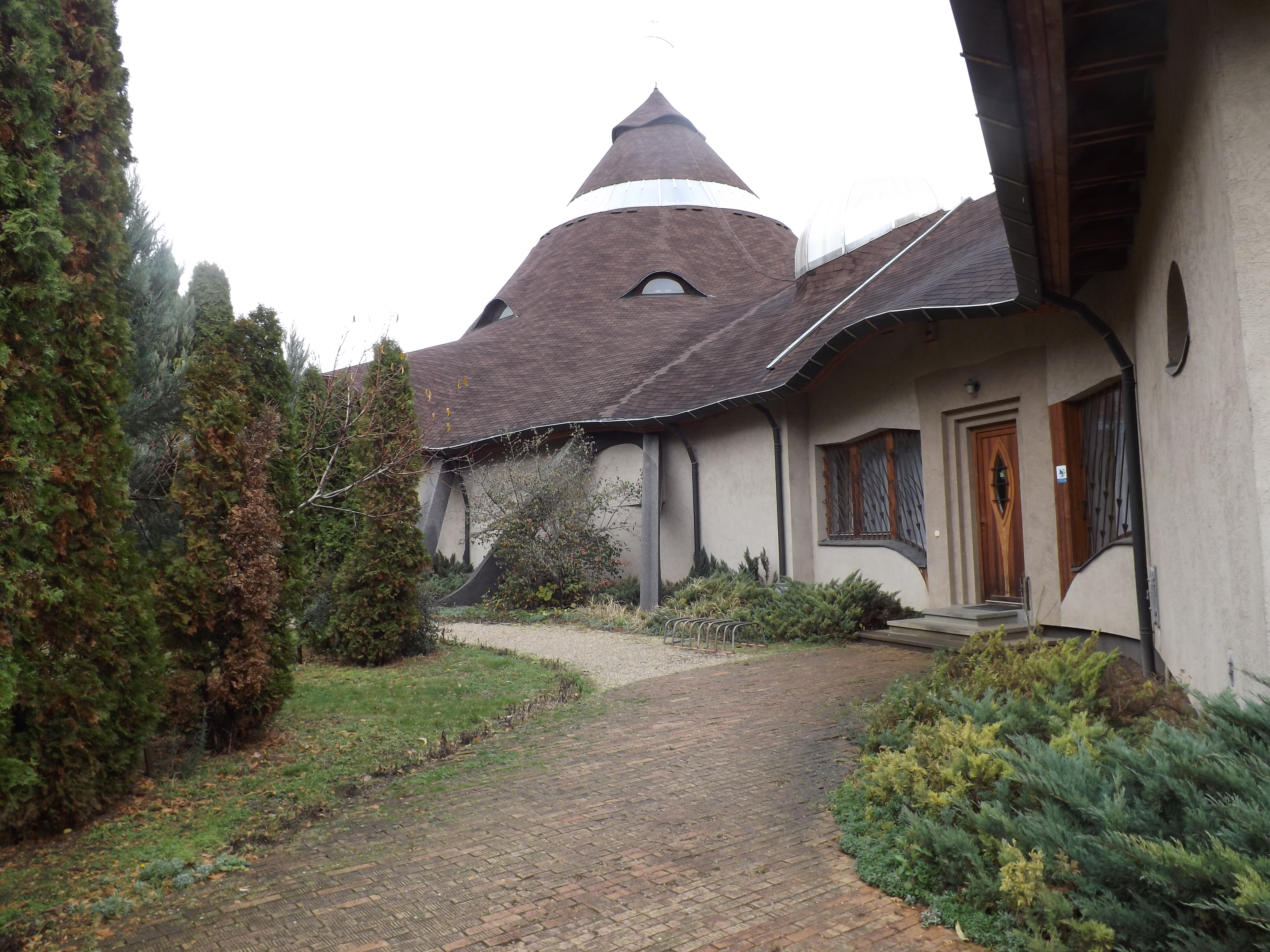
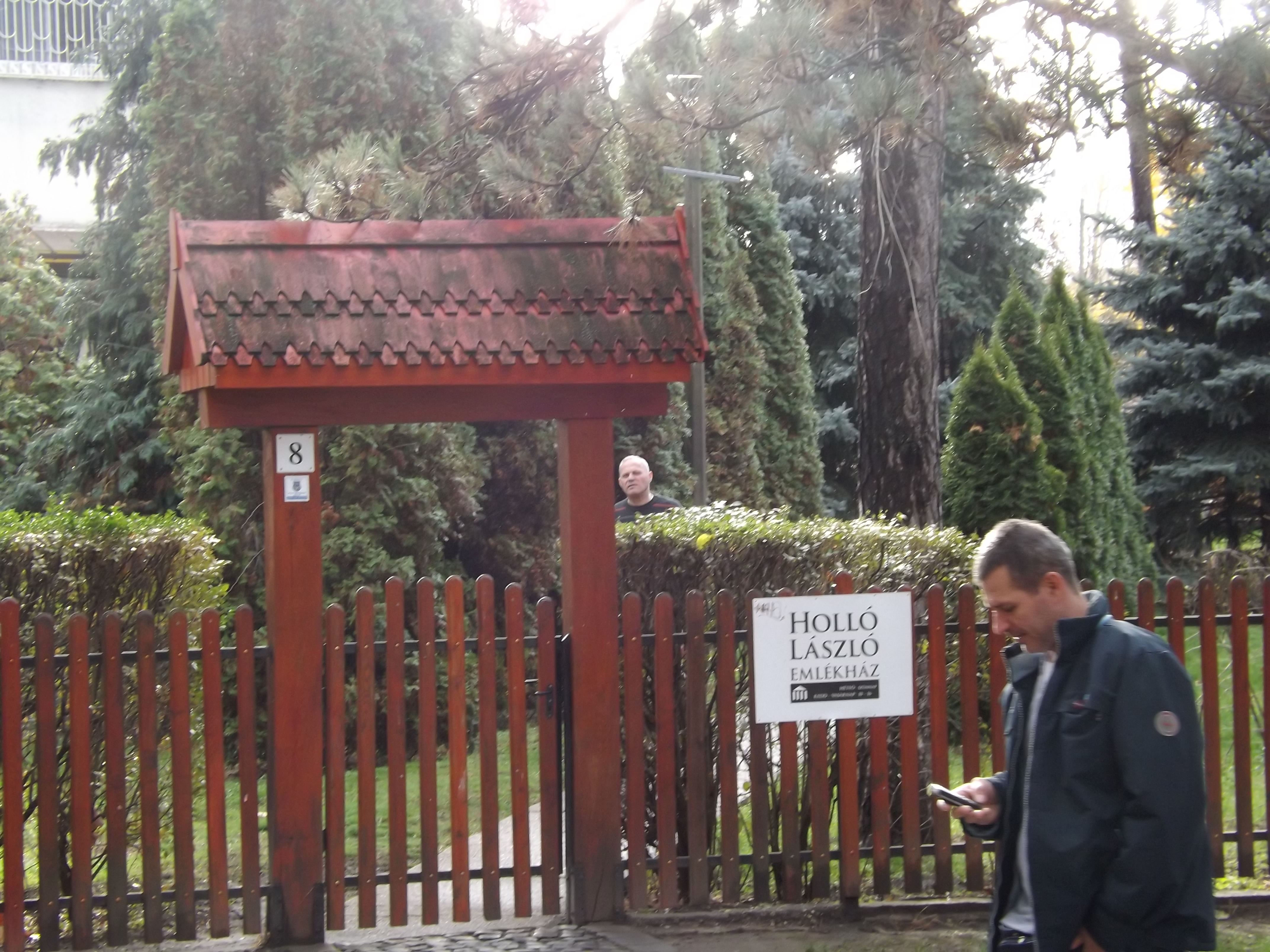
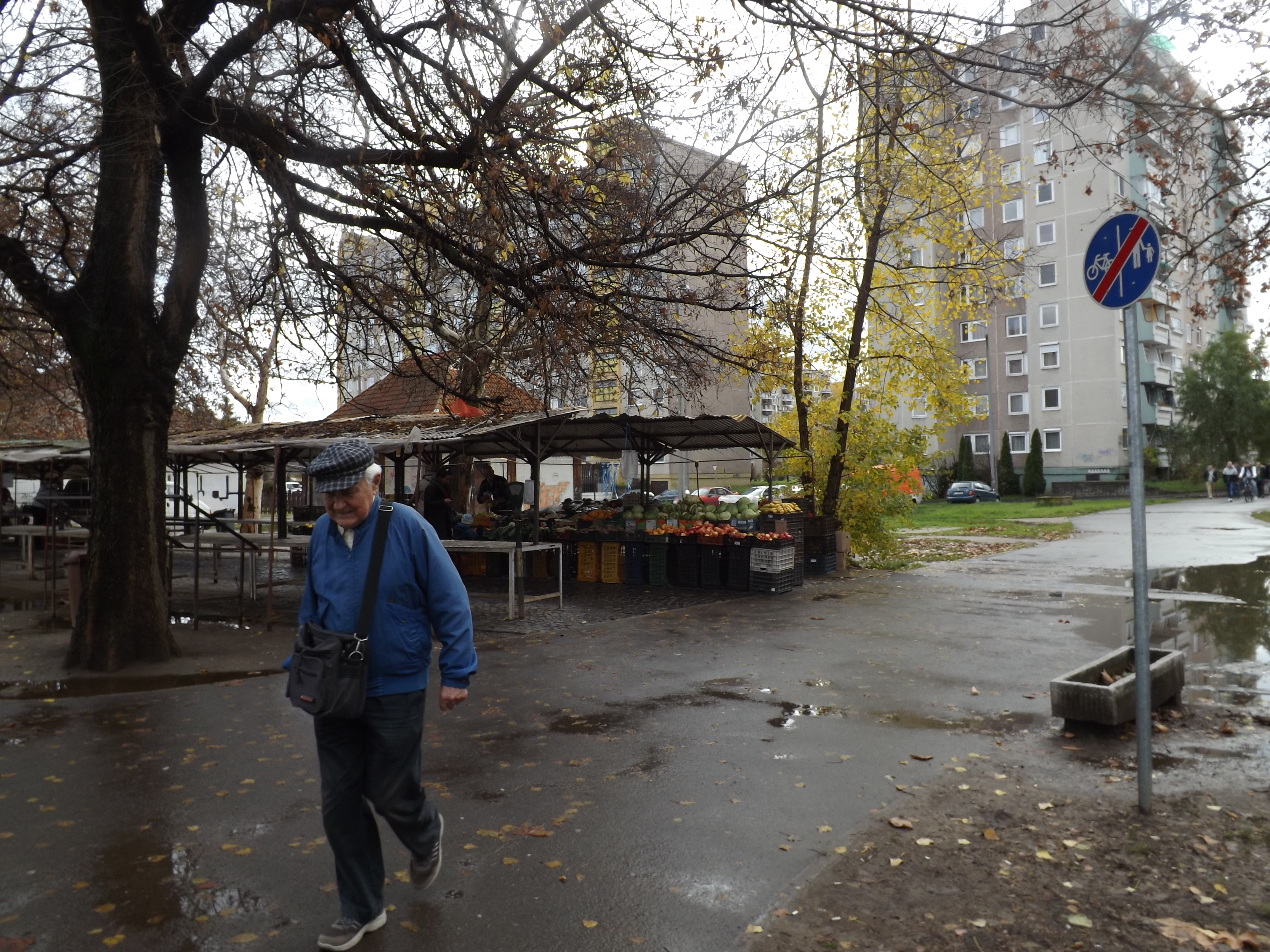
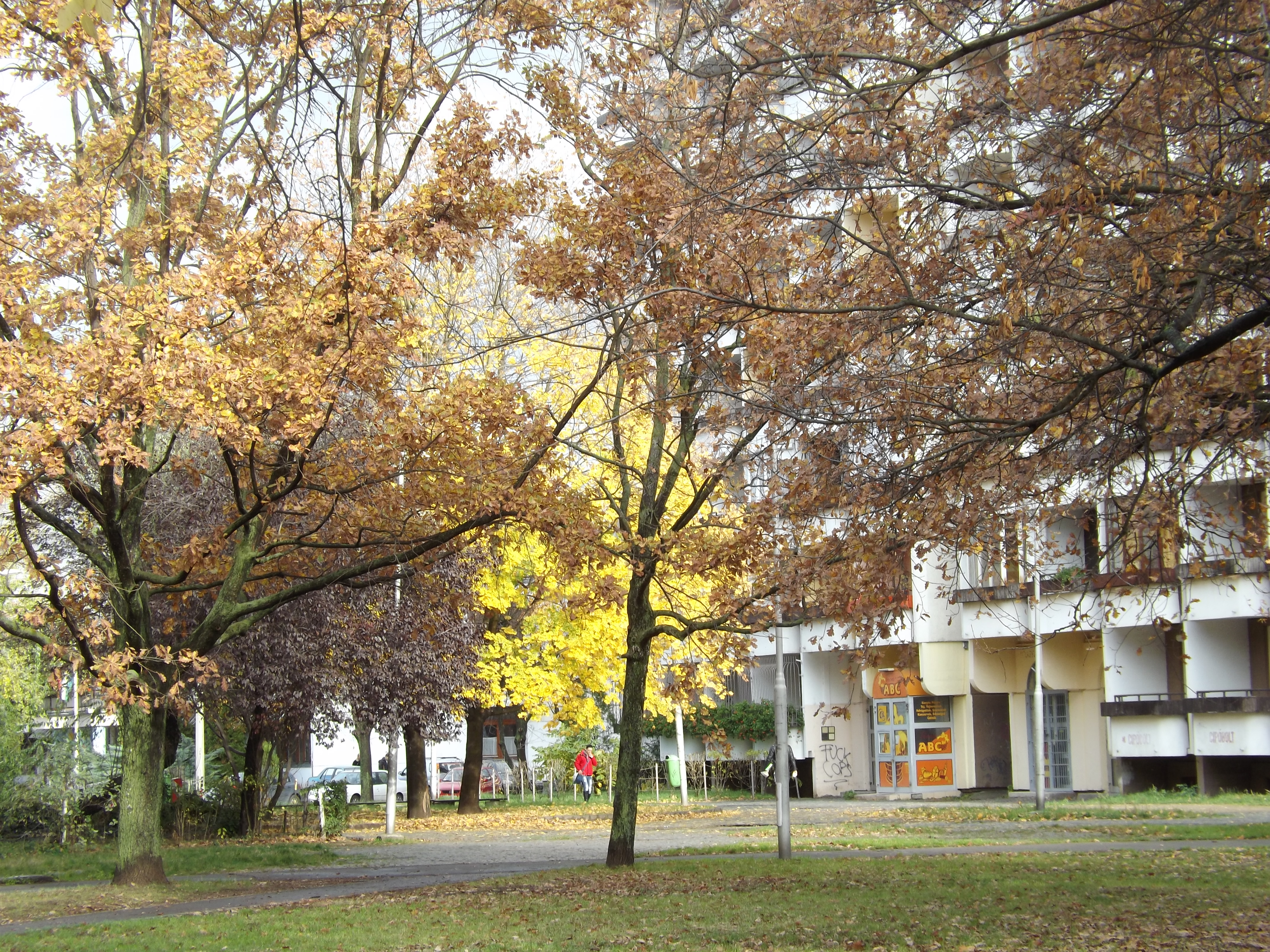
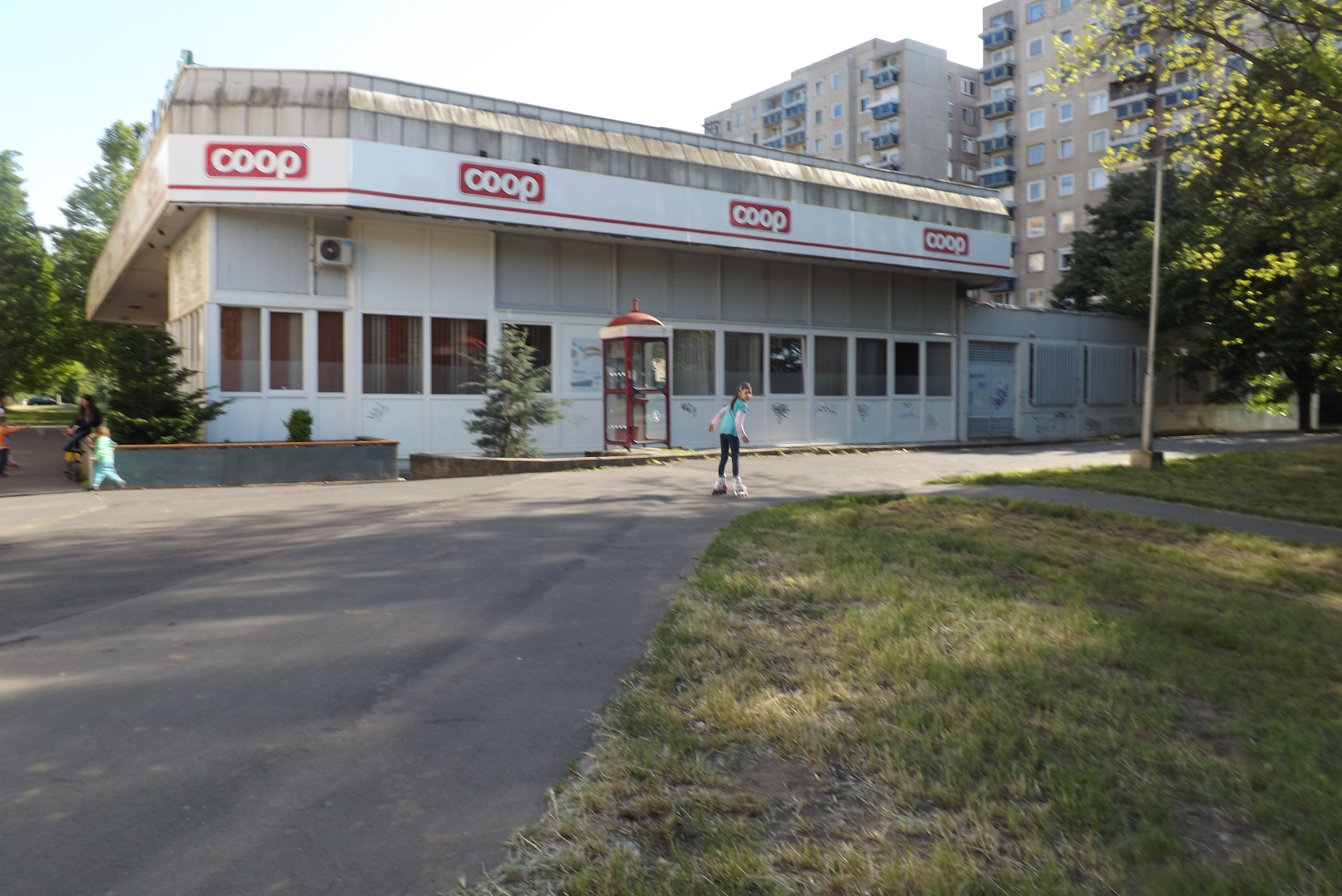
Debrecen, Tósóskert részlet
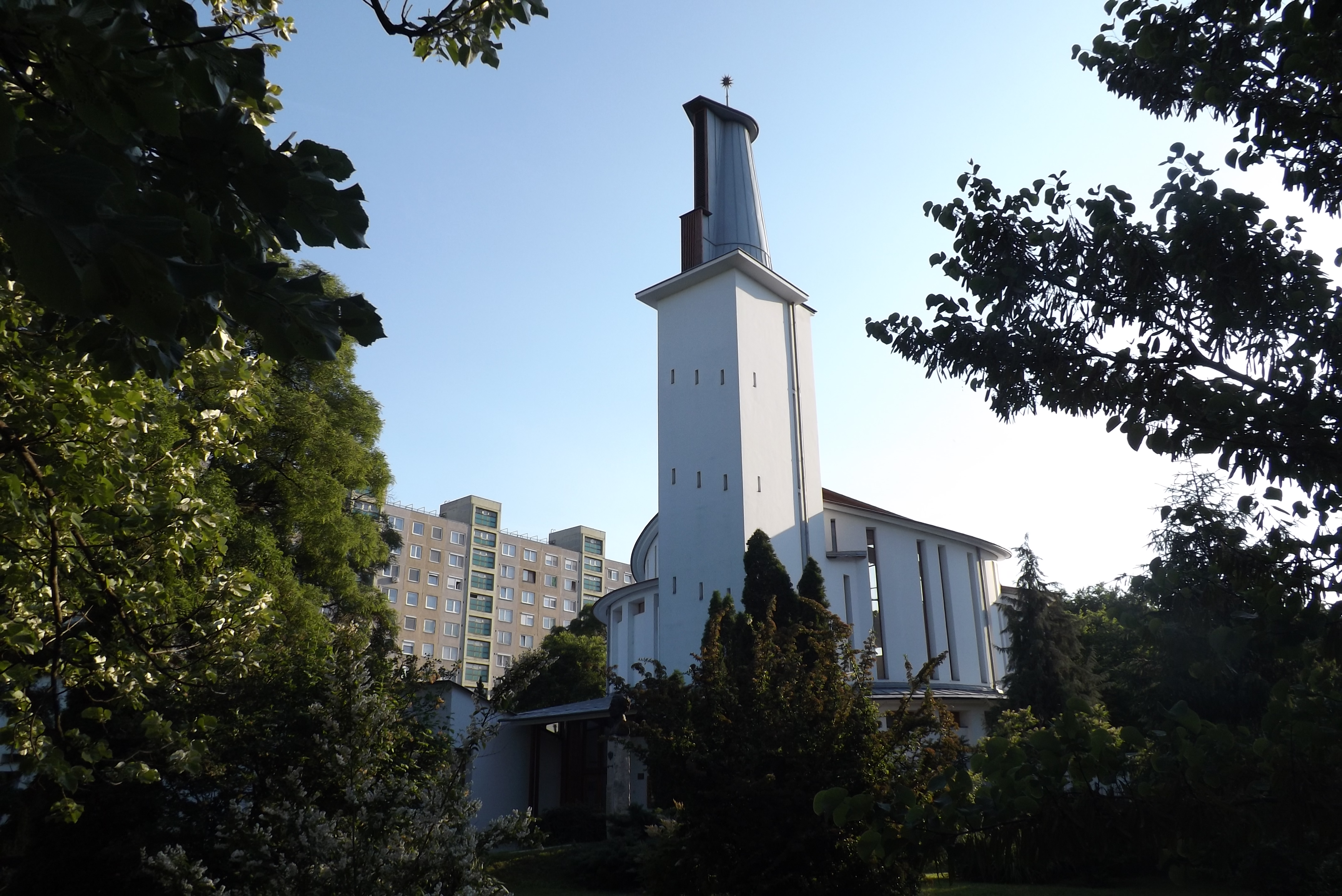
Debrecen, Tócóskerti református templom (Lengyel István Ybl-díjas építész alkotása)
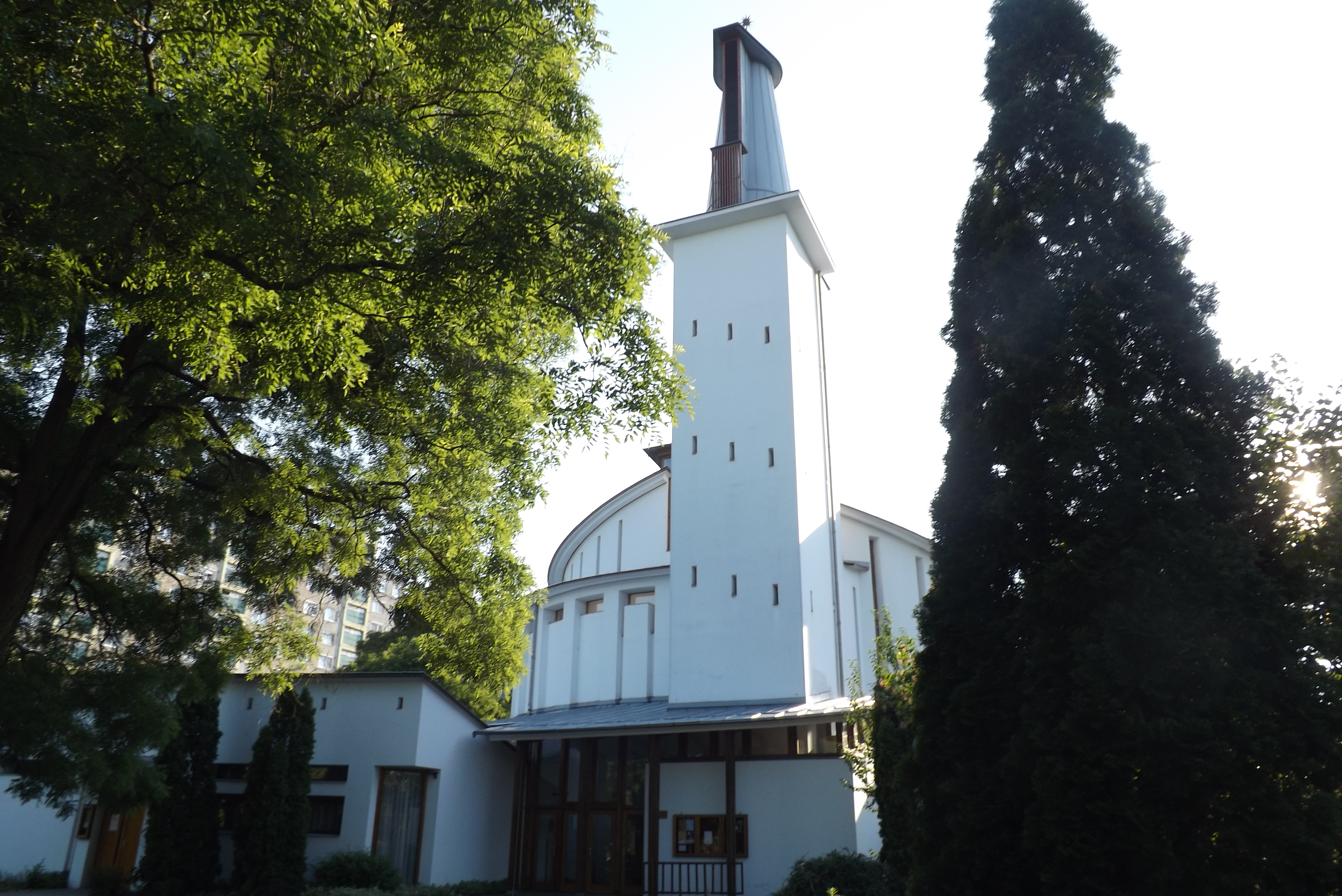
Református templom, Debrecen, Tócóskert
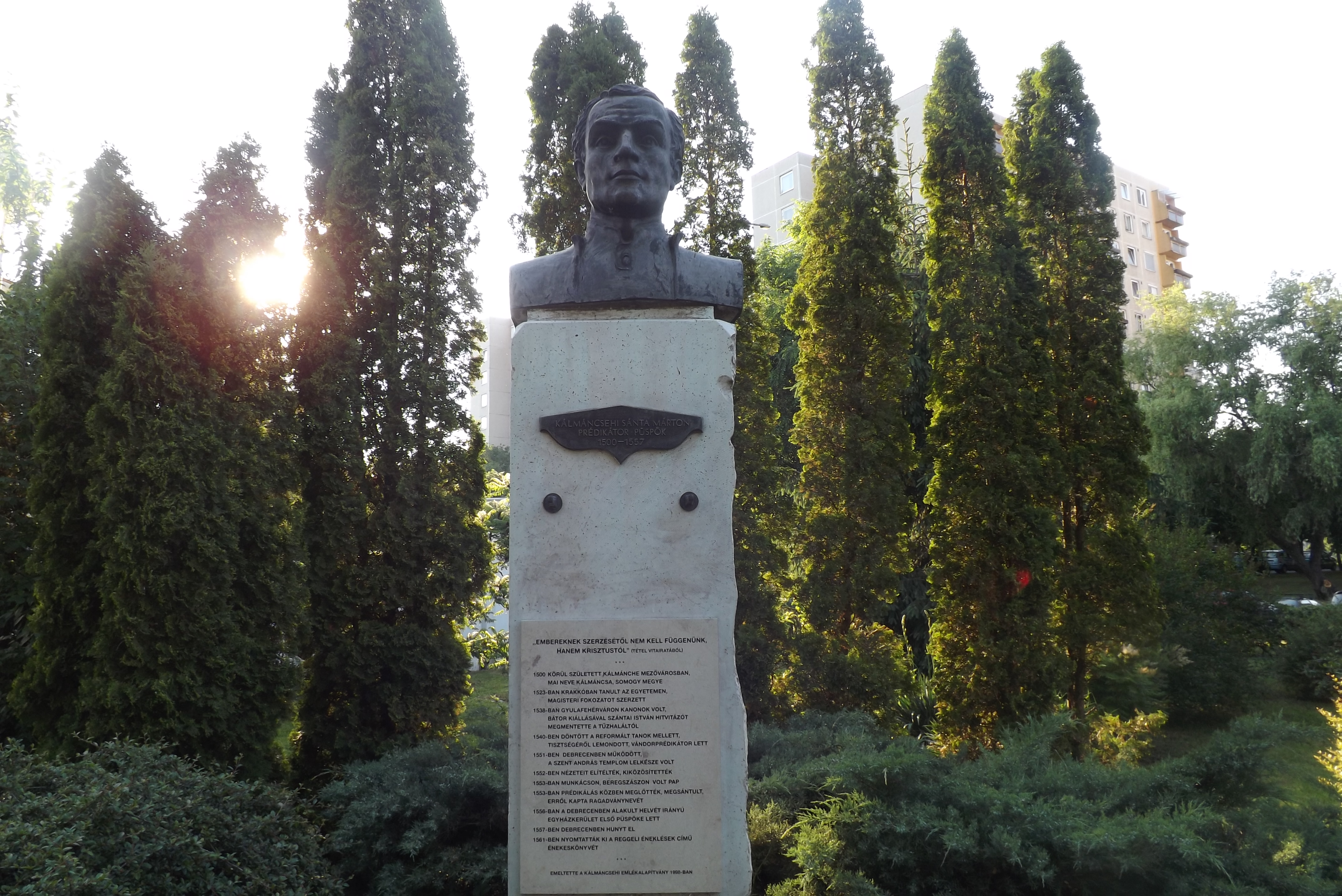
Kálmáncsehi Sánta Márton prédikátor, püspök szobra a Tócóskerti református templom előtti téren
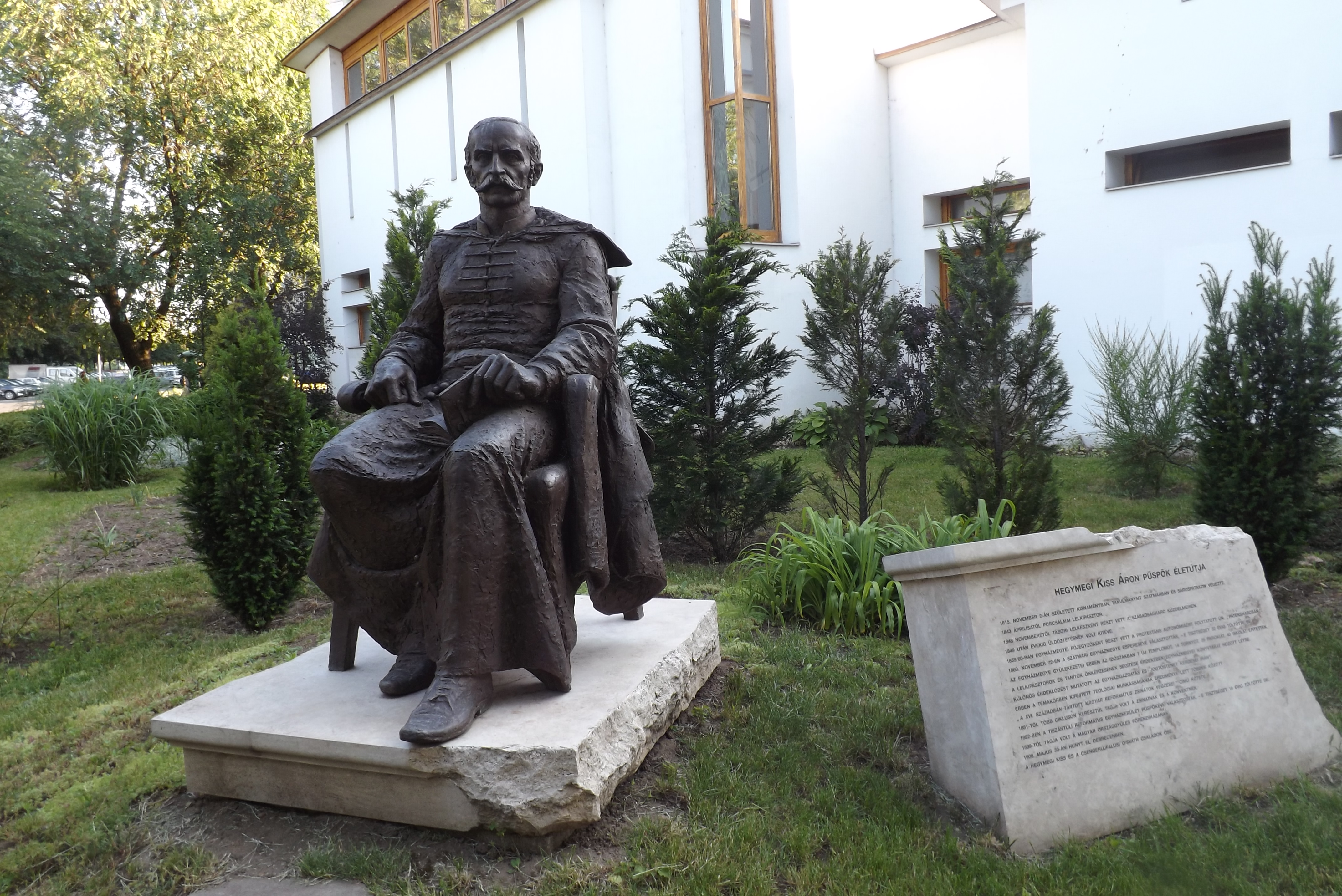
Hegymegi Kiss Áron püspök szobra a Tócóskerti református templom előtt
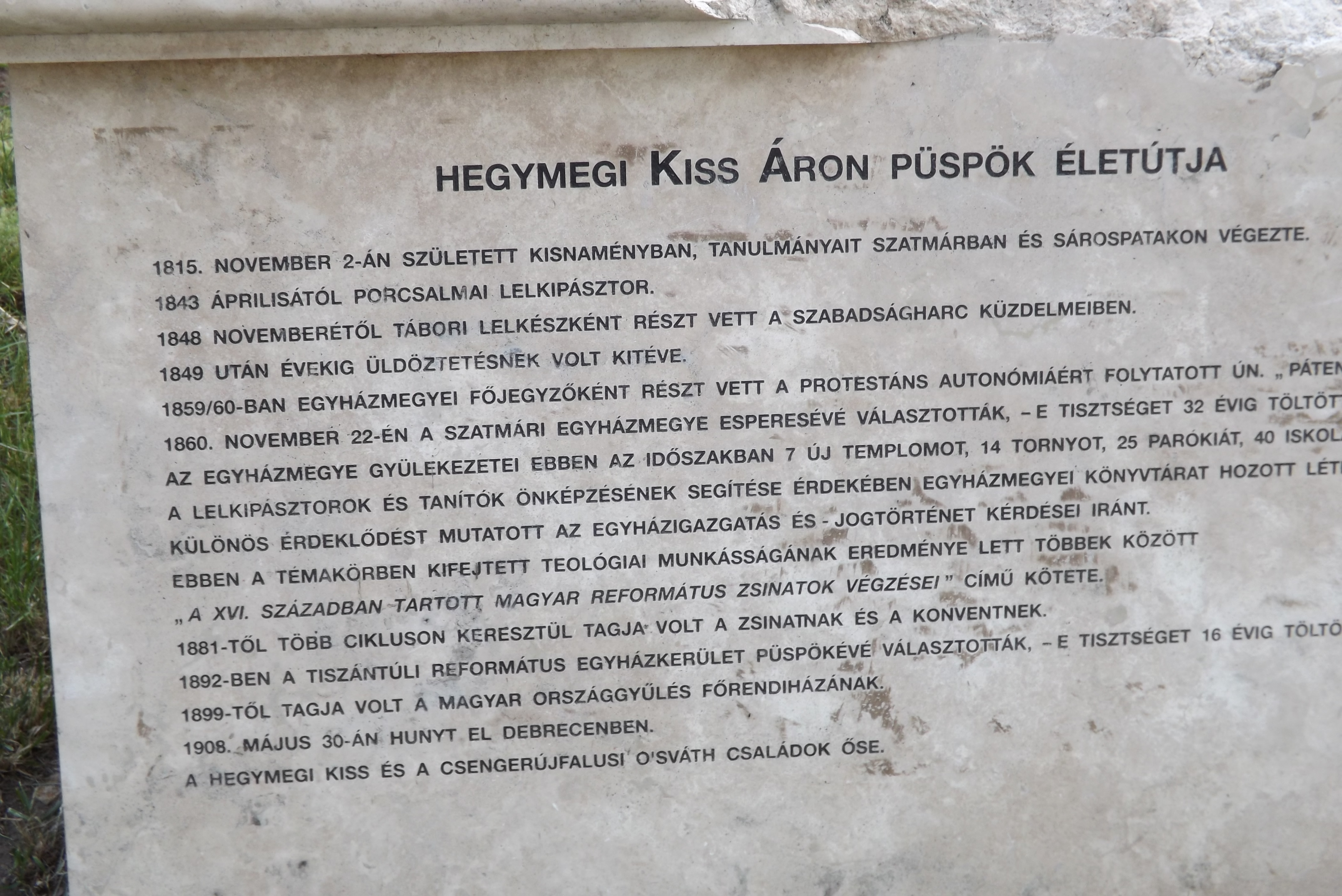
Hegymegi Kiss Áron püspök életútja